# Velhos demais para morrer (romance)
Velhos Demais para Morrer é um romance de ficção científica, do subgênero distopia, escrito pelo escritor brasileiro Vinícius Neves Mariano e publicado em 2020 pela Editora Malê. A obra foi finalista do Prêmio Jabuti de Literatura em 2021 na categoria Romance de Entretenimento.

## Enredo
Ambientado em um futuro distópico, o romance se passa após o chamado "Ano Anacrônico", período em que a população idosa ultrapassa 50% da população total, desencadeando uma crise econômica e social. Nesse cenário, a sociedade passa a marginalizar os idosos, enquanto os jovens recorrem a tratamentos anti-idade cada vez mais avançados .
A narrativa acompanha três personagens principais:
- Daren, um homem na faixa dos 35 anos que, apesar de ocupar um cargo elevado em uma empresa de cosméticos, sente-se desconectado da sociedade obcecada pela juventude.
- Piedade, uma mulher idosa grávida que questiona o futuro de seu filho em um mundo que despreza a velhice.
- Perdigueiro, um menino forçado pelo pai a caçar idosos para uma milícia, mas que começa a questionar a sua realidade orientada pela brutalidade.

## Temas
O romance aborda temas como o etarismo, a obsessão pela juventude, a marginalização dos idosos e a luta contra o envelhecimento.
Mariano utiliza a distopia para refletir sobre a sociedade contemporânea e seus preconceitos em relação à velhice.